# Selvskade
Selvskade er når et menneske lemlæster sig eller påfører sig selv smerter. Den mest udbredte type for selvskade består i at skære i sig selv (cutting), men det kan bl.a. også foregå ved at brænde sig selv, slå hovedet mod en væg gentagne gange, slå sig selv hårdt med knytnæver eller ting, pille i sår og forhindre sår i at hele, bide sig selv, kradse sig selv, trykke tænkte bumser ud af huden, brække knogler, forgifte sig selv og rive hår af forskellige steder på kroppen (trikotillomani). Adfærd forbundet med stofmisbrug og spiseforstyrrelser betragtes normalt ikke som selvskade, fordi den resulterende vævsskade normalt er en utilsigtet bivirkning. Selvom selvmord ikke er hensigten med selvskade, er forholdet mellem selvskade og selvmord kompleks, da selvskadende adfærd kan være potentielt livstruende. Der er også en øget risiko for selvmord hos personer, som selvskader, i det omfang at selvskade er fundet i 40-60% af selvmord. Men at antage at en selvskader har selvmordstanker vil i de fleste tilfælde ikke være korrekt.

## Former for selvskade
Der bliver skelnet mellem en lille og stor selvskade. Ved lille selvskade skærer vedkommende sig overfladisk på arm, krop eller ben, brænder sig med en cigaret, slår hovedet kraftigt mod en væg eller lignende. Den største selvskade fremkommer oftest hos psykotiske mennesker, der f.eks. stikker sig i øjet med en saks eller kastrerer sig selv.

## Årsager og farer ved selvskade
Selvskade står i Diagnostic and Statistical Manual of Mental Disorders (DSM) som et symptom på borderline-personlighedsforstyrrelse. Men patienter med andre diagnoser kan også selvskade, herunder dem med depression, angst, stofmisbrug, spiseforstyrrelser, post-traumatisk stress, skizofreni, og flere personlighedsforstyrrelser. Selvskade er også tydeligt i velfungerende personer, der ingen underliggende klinisk diagnose har. Motivationer for selvskade varierer, og det kan anvendes til at opfylde en række forskellige funktioner. Disse funktioner omfatter blandt andet, at selvskade bliver brugt som en copingrespons, der giver midlertidig lindring af intense følelser såsom angst, depression, stress, følelsesmæssig afstumpethed eller en følelse af svigt eller selvlede og andre psykiske træk herunder lavt selvværd eller perfektionisme. Selvskade er ofte forbundet med en historie af psykiske traumer og misbrug, herunder følelsesmæssigt og seksuelt misbrug. Der findes en række forskellige metoder, der kan anvendes til behandling af selvskadende adfærd, og som enten behandler de underliggende årsager eller behandler adfærden selv. Når selvskade er forbundet med depression, kan antidepressiv medicin og behandlinger være effektiv. Andre tilgange involverer undgåelsesteknikker, der fokuserer på at holde den enkelte beskæftiget med andre aktiviteter eller udskifte handlingen af selvskade med sikrere metoder, der ikke fører til permanente skader.

## Hvorfor nogle selvskader
Selvskade er ofte en reaktion på intens smerte, angst eller overvældende negative følelser.
Nogle forsøger også at udtrykke behov og nød for at komme væk fra problemfyldte situationer, som f.eks. ophobede negative følelser.
Mere præcist kan selvskade være for :
- At mærke sig selv
- At mærke sin krop er virkelig
- At føle man lever
- At føle kontrol
- At håndtere stress
- At komme væk fra minder
- At vise indre smerte
- At få kontrol over sin krop
- At få seksuel ophidselse eller fornøjelse
- At komme væk fra negative følelser
- At forhindre flash-backs
- At straffe sig selv
- At huske forudgående misbrug
- At føle kontrol over andre
- At råbe om hjælp
- At komme af med ophobede følelser
- At føle sig tættere på en person, der har såret en
- At stoppe med at føle skyld
- At søge lægehjælp

Unge der selvskader kan føle det hjælper til at lindre deres problemer ved at bringe en følelse af lettelse på kort sigt.
Men lettelsen varer ofte ikke ved, fordi problemer ikke behandles.
De fleste unge der har skadet sig selv siger, at de aldrig havde troet, at de ville komme til at tænke på det som en måde at håndtere deres følelser.
Mange indser, at selvskade ikke løser problemerne, men har svært ved at holde op.
De har ofte svært ved at finde andre måder at håndtere deres nød på. (F.eks. at tale med nogle de kan stole på)
Ofte kan de først helt holde op, når de har udviklet bedre og mere effektive måder at håndtere deres problemer på.
Det kan være nødvendigt at starte med, at hjælpe det unge menneske til at reducere omfanget af selvpåført skade, snarere end at bede dem om, at holde helt op med det samme. Men med tiden og med passende støtte, kommer mange unge mennesker heldigvis væk fra den selvskadende adfærd.
Nogle der skader sig selv gentagne gange har oplevet det som "afhængighedsskabende".
Flere ting kan forårsage selvskade herunder:
- Vanskeligheder eller konflikter med forældre, andre familiemedlemmer eller venner.
- Vanskeligheder relateret til skole eller arbejde
- Vanskeligheder med kærester eller veninder
- Fysiske helbredsproblemer
- Depression
- Mobning
- Lavt selvværd
- Seksuelle problemer
- Alkohol- eller stofmisbrug

## Fordomme og myter

### "Selvskade er et forsøg på selvmord"
Selvskade er ikke selvmordsforsøg.
I mange tilfælde er selvskade et forsøg på at finde en måde at gøre det nemmere at holde hverdagen ud.
Det kan virke selvmordsridende, men ofte er selvskade en måde at holde sig i live i stedet for at at ende sit liv.
Selvskade er hovedsageligt et forsøg på at gøre sig selv ondt, men er ikke et selvmordsforsøg.
Der er en sammenhæng mellem selvskade og selvmordsforsøg.
Unge med selvskadende adfærd har generelt langt større risiko for senere at forsøge selvmord set i forhold til unge som ikke har selvskadende adfærd.

### "Det er bare opmærksomhedssøgning"
En almindelig opfattelse om selvskade er, at det er en opmærksomhedssøgende adfærd, men i de fleste tilfælde, er det forkert. Mange selvskadere er meget selvbevidste om deres sår og ar, og føler sig skyldige over, at deres adfærd fører dem til at gå meget langt for at skjule deres adfærd fra andre.
De kan for eksempel forsøge at skjule det ved at gøre det, når de er alene og kun på dele af kroppen der ikke er synlige for andre til hverdag, eller de kan benytte alternative forklaringer for deres skader eller skjule deres ar med tøj.
I sjælne tilfælde bruges selvskade og trusler om selvskade til at opnå et bestemt formål.

### "Hvis nogen skader sig selv, må de have en psykisk sygdom eller en personlighedsforstyrrelse"
Selvskade er en adfærd eller et symptom på underliggende psykologiske eller følelsesmæssige problemer.
Men mange unge opfylder ikke kriterierne for en psykisk lidelse.
Borderline personlighedsforstyrrelse er den eneste psykiske lidelse, der har selvskadende adfærd i den diagnostiske beskrivelse.

## Målgruppe
Selvskade er mest almindelig i ungdomsårene og voksenlivet, det optræder som regel i alderen mellem 12 og 24.  Selvskade i barndommen er relativt sjældent, men det er stigende siden 1980'erne. Selvskade kan dog alligevel forekomme på alle alderstrin , herunder i den ældre del af befolkningen.  Risikoen for alvorlig skade og selvmord er højere hos ældre mennesker, der selvskader. Selvskade er ikke begrænset til mennesker. Dyr, såsom fugle og aber er også kendt for at deltage i selvskadende adfærd. 